# 오건우 (성우)
오건우(1996년 4월 10일 ~ )는 대한민국의 성우이다. 2022년 대원방송 성우극회 13기로 입사했으며 김병현, 이동윤, 김다빈, 김서현, 장채연과 동기이다.

## 출연작

### 에니메이션
- 꼬마마법사 레미(재더빙) - 사랑이 아빠
- 나의 히어로 아카데미아 6기 - 호크스의 아버지, 전 공안위원회 회장, 딕데이터 외 각종 단역
- 나와 로보코 - 황금복, 적백두
- 마루코는 아홉살 3기 - 각종 단역
- 보틀맨 DX - AI 음성
- 블리치 천년혈전 편 - 오마에다 마레치요, 로이드 로이드, 페페 와캬브라다, 베레니케 가브리엘리, 이에무라 야소치카, 카즈오, 쿠루마다니 젠노스케
- 원피스 무사의 나라 편 - UK 외 각종 단역

### 외화
- 드래곤 길들이기 - 기타 배역

### 특촬물
- 가면라이더 리바이스 - 훌리오 / 선우강 / 울프 데드맨 / 울프 데드맨 라이엇 / 가면라이더 오버 데몬즈, 이승민
- 극장판 파워레인저 캡틴포스: 지구를 위한 싸움 - 우현서
- 파워레인저 돈브라더즈 - 소방훈 / 구급귀 / 구급킹, 운보성 / 비밀귀 / 비밀킹, 양다림 / 세계귀 / 세계킹, 지곧은, 아온
- 도겐져스 - 야마시론